# Adesmia pungens
Adesmia pungens är en ärtväxtart som beskrevs av Dominique Clos. Adesmia pungens ingår i släktet Adesmia och familjen ärtväxter. IUCN kategoriserar arten globalt som livskraftig. Inga underarter finns listade i Catalogue of Life.